# Zernien
Zernien är en kommun och ort i Landkreis Lüchow-Dannenberg i förbundslandet Niedersachsen i Tyskland. De tidigare kommunerna Braasche, Breese an der Göhrde, Fließau, Gülden, Middefeitz, Mützingen, Prepow, Reddien, Redemoißel, Riebrau, Sellien och Timmeitz uppgick i Zernien den 1 juli 1972.
Kommunen ingår i kommunalförbundet Samtgemeinde Elbtalaue tillsammans med ytterligare nio kommuner.